# Quebrada Belén
La quebrada Belén o río Misuña es un curso natural de agua que nace en el portezuelo del mismo nombre (4665 m), desciende con dirección general oeste y bordea el pueblo homónimo para luego desembocar en el río Tignamar, uno de los formativos del río San José de Azapa.
Este cauce es llamado quebrada Belén por Luis Risopatrón, y advierte que también es llamado río Misuña en su Diccionario Jeográfico de Chile

## Trayecto
La quebrada nace en el portezuelo homónimo y durante su corto trayecto corre casi paralelo al río Saxamar y recibe las aguas del río Lupica y luego gira entonces hacia el norte y desemboca en el río Tignamar

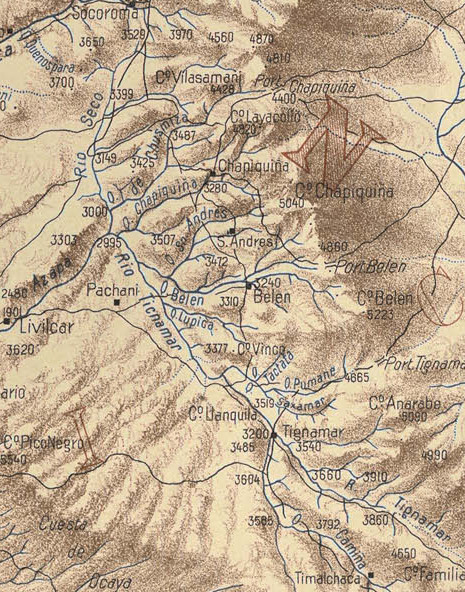
Cuenca alta del río San José de Azapa, en un mapa de Luis Risopatrón del año 1910.

## Caudal y régimen
Un informe de la Dirección General de Aguas calificaba la disponibilidad de recursos hídricos en 1998 de la siguiente manera:: 3.69  Los recursos que utilizan estas Comunidades de Aguas son escasos y son captados de diversos cauces que constituyen la cuenca del río San José, tales como los ríos Tignamar, Chapiquiña, Jaruma, Copaquilla , Moxuma, etc. y quebradas como las de Munnuntane, Oxa, Saxamar, Misana o Belén , etc. Estas comunidades no cuentan con personal de secretaría o de contabilidad ni con personal técnico, y se limitan a seguir los usos y costumbres respetadas, sin introducir mejoramientos en las obras comunes o en las fuentes de las cuales obtienen las aguas. Cada Comunidad de Aguas desarrolla sus actividades en forma independiente, ocupando la totalidad de los recursos disponibles, distribuyéndolo entre sus miembros, por turnos, en la forma señalada en los estatutos o de acuerdo a usos ancestrales de los mismos.
Los caudales más importantes bajan durante los meses de diciembre a marzo, época del llamado invierno boliviano, cuando ocurren lluvias de cierta importancia en la zona.: I.18 

## Historia
Luis Risopatrón lo describe en su Diccionario jeográfico de Chile (1924):: 611 
Belen (Quebrada de). Nace En las cercanías del portezuelo i cerro del mismo nombre, corre hacia el NW i desemboca en la marjen E de la parte inferior de la de Tignamar, de la del Azapa. 116, p. 406; 134; i 156; i río Misuña en 141. atlas de Raimondi (1874).